# Eurovision Song Contest 1981
Il ventiseiesimo Eurovision Song Contest si tenne a Dublino (Irlanda) il 4 aprile 1981.

## Storia
Nel 1981, Cipro entrò nel concorso, mentre la Jugoslavia (dopo cinque anni) e Israele ritornarono. Italia e Marocco decisero di non partecipare. L'ESC 1981 fu vinto dai Bucks Fizz con Making your mind up, rappresentando il Regno Unito; il gruppo colpì il pubblico nel momento in cui i due cantanti tolsero la gonna alle due ragazze del gruppo. Peter, Sue & Marc, ritornarono per la quarta volta a rappresentare la Svizzera, con il brano in italiano Io senza te, che si piazzò al quarto posto. L'Egitto, per la prima volta, mandò in onda il concorso. L'Italia come si è visto, per la prima volta, non partecipa all'Eurofestival; il motivo fu il presunto basso interesse del pubblico italiano nei confronti della manifestazione.

## Stati partecipanti

Stati partecipanti
Paesi che hanno partecipato in passato ma non nel 1981

Stati partecipanti
     Paesi che hanno partecipato in passato ma non nel 1981
| Stato                   | Artista                             | Brano                          | Lingua       | Processo di selezione                                                 |
| ----------------------- | ----------------------------------- | ------------------------------ | ------------ | --------------------------------------------------------------------- |
| Austria                 | Marty Brem                          | Wenn du da bist                | Tedesco      | Finale nazionale                                                      |
| Belgio                  | Emly Starr                          | Samson                         | Olandese     | Eurosong 1981, 7 marzo 1981                                           |
| Cipro                   | Island                              | Monika                         | Greco        | Interno                                                               |
| Danimarca               | Tommy Seebach & Debbie Cameron      | Krøller eller ej               | Danese       | Dansk Melodi Grand Prix 1981, 28 febbraio 1981                        |
| Finlandia               | Riki Sorsa                          | Reggae OK                      | Finlandese   | Euroviisukarsinta 1981, 21 marzo 1981                                 |
| Francia                 | Jean Gabilou                        | Humanahum                      | Francese     | Concours de la Chanson Française pour l'Eurovision 1981, 8 marzo 1981 |
| Germania                | Lena Valaitis                       | Johnny Blue                    | Tedesco      | Ein Lied für Dublin, 28 marzo 1981                                    |
| Grecia                  | Yiannis Dimitras                    | Feggari Kalokerino             | Greco        | Interno                                                               |
| Irlanda (organizzatore) | Sheeba                              | Horoscopes                     | Inglese      | National Song Contest 1981, 1º marzo 1981                             |
| Israele                 | Hakol Over Habibi                   | Halayla                        | Ebraico      | Kdam Eurovision 1981, 3 marzo 1981                                    |
| Jugoslavia              | Seid Memić                          | Lejla                          | Serbo-croato | Jugovizija 1981, 28 febbraio 1981                                     |
| Lussemburgo             | Jean-Claude Pascal                  | C'est peut-être pas l'Amérique | Francese     | Interno                                                               |
| Norvegia                | Finn Kalvik                         | Aldri i livet                  | Norvegese    | Melodi Grand Prix 1981, 7 marzo 1981                                  |
| Paesi Bassi             | Linda Williams                      | Het is een wonder              | Olandese     | Nationaal Songfestival 1981, 11 marzo 1981                            |
| Portogallo              | Carlos Paião                        | Playback                       | Portoghese   | Festival da Canção 1981, 7 marzo 1981                                 |
| Regno Unito             | Bucks Fizz                          | Making Your Mind Up            | Inglese      | A Song For Europe 1981, 11 marzo 1981                                 |
| Spagna                  | Bacchelli                           | Y sólo tú                      | Spagnolo     | Interno                                                               |
| Svezia                  | Björn Skifs                         | Fångad i en dröm               | Svedese      | Melodifestivalen 1981, 21 febbraio 1981                               |
| Svizzera                | Peter, Sue and Marc                 | Io senza te                    | Italiano     | Concours Eurovision 1981, 21 febbraio 1981                            |
| Turchia                 | Ayşegül Aldinç & Modern Folk Üçlüsü | Dönme Dolap                    | Turco        | Şarkı Yarışması 1981, 14 febbraio 1981                                |

### Artisti ritornanti
- Marty Brem (Austria 1980 - come una parte del gruppo "Blue Danube")
- Jean-Claude Pascal (Lussemburgo 1961 - il vincitore)
- Tommy Seebach (Danimarca 1979)
- Maxi dal gruppo "Sheeba" (Irlanda 1974)
- Cheryl Baker dal gruppo "Buck's Fizz" (Regno Unito 1978 - come una parte del gruppo "CoCo")
- Peter, Sue & Marc (Svizzera 1971, Svizzera 1976, Svizzera 1979 - insieme al gruppo "Gorps, Pfuri & Kniri")

## Struttura di voto
Ogni paese premia con dodici, dieci, otto e dal sette all'uno, punti per le proprie dieci canzoni preferite.

## Orchestra
Diretta dai maestri: Juan Barcons (Spagna), Anders Berglund (Svezia), Allan Botschinsky (Danimarca), John Coleman (Regno Unito), Otto Donner (Finlandia), Shegundo Galarza (Portogallo), Sigurd Jansen (Norvegia), Noel Kelehan (Irlanda), Giuseppe Marchese (Belgio), Yiorgos Niarchos (Grecia), Richard Österreicher (Austria), Ranko Rihtman (Jugoslavia), Joël Rocher (Lussemburgo), Wolfgang Rödelberger (Germania), Mike Rozakis (Cipro), Eldad Shrem (Israele), David Sprinfield (Francia), Onno Tunç (Turchia), Rogier van Otterloo (Paesi Bassi) e Rolf Zuckowski (Svizzera).

## Classifica
| N° | Stato          | Cantante                            | Canzone                        | Punti | Posizione |
| -- | -------------- | ----------------------------------- | ------------------------------ | ----- | --------- |
| 01 | Austria        | Marty Brem                          | Wenn du da bist                | 20    | 17        |
| 02 | Turchia        | Modern Folk Üçlüsü & Aysegül Aldinç | Dönme dolap                    | 9     | 18        |
| 03 | Germania Ovest | Lena Valaitis                       | Johnny Blue                    | 132   | 2         |
| 04 | Lussemburgo    | Jean-Claude Pascal                  | C'est peut-être pas l'Amérique | 41    | 11        |
| 05 | Israele        | Hakol Over Habibi                   | Ha-layla                       | 56    | 7         |
| 06 | Danimarca      | Debbie Cameron & Tommy Seebach      | Krøller eller ej               | 41    | 11        |
| 07 | Jugoslavia     | Seid-Memić Vajta                    | Lejla                          | 35    | 15        |
| 08 | Finlandia      | Riki Sorsa                          | Reggae OK                      | 27    | 16        |
| 09 | Francia        | Jean Gabilou                        | Humanahum                      | 125   | 3         |
| 10 | Spagna         | Bacchelli                           | Y sólo tú                      | 38    | 14        |
| 11 | Paesi Bassi    | Linda Williams                      | Het is een wonder              | 51    | 9         |
| 12 | Irlanda        | Sheeba                              | Horoscopes                     | 105   | 5         |
| 13 | Norvegia       | Finn Kalvik                         | Aldri i livet                  | 0     | 20        |
| 14 | Regno Unito    | Bucks Fizz                          | Making Your Mind Up            | 136   | 1         |
| 15 | Portogallo     | Carlos Paião                        | Play-back                      | 9     | 18        |
| 16 | Belgio         | Emly Starr                          | Samson                         | 40    | 13        |
| 17 | Grecia         | Yiannis Dimitras                    | Fegari kalokerino              | 55    | 8         |
| 18 | Cipro          | Island                              | Monika                         | 69    | 6         |
| 19 | Svizzera       | Peter, Sue & Marc                   | Io senza te                    | 121   | 4         |
| 20 | Svezia         | Björn Skifs                         | Fångad i en dröm               | 50    | 10        |

12 punti
| N. | A           | Da                                                    |
| -- | ----------- | ----------------------------------------------------- |
| 5  | Svizzera    | Finlandia, Irlanda, Jugoslavia, Norvegia, Regno Unito |
| 4  | Francia     | Austria, Germania, Lussemburgo, Svizzera              |
| 4  | Germania    | Portogallo, Spagna, Svezia, Turchia                   |
| 2  | Irlanda     | Cipro, Danimarca                                      |
| 2  | Regno Unito | Paesi Bassi, Israele                                  |
| 1  | Cipro       | Grecia                                                |
| 1  | Danimarca   | Belgio                                                |
| 1  | Svezia      | Francia                                               |